# Villermain
Villermain est une commune française située dans le département de Loir-et-Cher, en région Centre-Val de Loire.
Localisée au centre-nord du département, la commune fait partie de la petite région agricole « la Beauce », une vaste étendue de cultures céréalières, oléagineuses (colza) et protéagineuses (pois, féverolle, lupin), avec également de la betterave sucrière et de la pomme de terre. Elle est drainée par la Rère, les Lacs Plats, le Rouaire, les Forges, les Gaz, le Saint Joseph et par divers petits cours d'eau.
L'occupation des sols est marquée par l'importance des espaces agricoles et naturels qui occupent la quasi-totalité du territoire communal. Un espace naturel d'intérêt est présent sur la commune : une zone naturelle d'intérêt écologique, faunistique et floristique (ZNIEFF).  En 2010, l'orientation technico-économique de l'agriculture sur la commune est la culture des céréales et des oléoprotéagineux. À l'instar du département qui a vu disparaître le quart de ses exploitations en dix ans, le nombre d'exploitations agricoles a fortement diminué, passant de 34 en 1988, à 30 en 2000, puis à 24 en 2010.
Le village fait partie du sud de la région naturelle de Beauce.

## Géographie

### Localisation et communes limitrophes
La commune de Villermain se trouve au centre-nord du département de Loir-et-Cher, dans la petite région agricole de la Beauce,. À vol d'oiseau, elle se situe à 34,1 km  de Blois, préfecture du département et à 5,4 km de Beauce la Romaine, chef-lieu du canton de la Beauce dont dépend la commune depuis 2015. La commune fait en outre partie du bassin de vie de Beaugency.
Les communes les plus proches sont : 
Lorges (4,8 km), Cravant (4,9 km)(45), Ouzouer-le-Marché (5,4 km), Saint-Laurent-des-Bois (6,3 km), Briou (6,8 km), Binas (6,8 km), Josnes (7,3 km), Baccon (7,9 km)(45) et Charsonville (8,1 km) (45).

### Description
Bois
Une petite partie de la forêt de Marchenoir couvre environ 129 ha au sud-ouest de la commune. Quelques autres pièces de bois se trouvent sur la commune : bois de Poisly, bois de Villard (4,5 ha près du Moulin de la Boèche), d'autres bois vers les Mitaudières, le Croc et Pailly.
Eau
Il n'y a pas de cours d'eau permanent sur la commune. La Grande Évière, cours d'eau saisonnier fourni par des étangs de la forêt de Marchenoir, traverse toute la commune dans le sens sud-ouest/nord-est.
Pratiquement tous les étangs sont de petite taille et se trouvent dans les bois, principalement dans la forêt de Marchenoir. La seule exception notable est l'étang de l'Alisier d'un peu moins de 1 ha, près des Boèches, et qui est également le plus grand étang sur la commune.
Altitude
Le point le plus élevé de la commune est à 143 m d'altitude dans le sud-ouest du territoire, au croisement des routes forestières dites route du Comte et route de Saint-Thomas. Son point le plus bas est à 122 m d'altitude dans le nord-est du territoire, près du hameau l'Espérance.

### Hameaux, lieux-dits et écarts
L'habitat rural est dispersé sur toute la commune de façon à peu près uniforme. Les principaux hameaux sont Gond, Villedieu, les Blanchets, Poisioux et Poisly. Ne pas confondre la hameau de Boigny avec Boigny-sur-Bionne, siège de l'ordre de Saint-Lazare, également dans l'Orléanais.
Dans la boite déroulante qui suit, les hameaux suivis d'un astérisque sont indiqués sur la carte de Cassini (établie vers 1745) ; le cas échéant, l'orthographe passée différente est indiquée entre parenthèses.
Aucun hameau n'a disparu depuis le XVIIIe siècle. Le seul nouveau hameau est l'Espérance.

### Hydrographie
La commune est drainée par des petits cours d'eau, constituant un réseau hydrographique de 12,59 km de longueur totale.

### Climat
Pour des articles plus généraux, voir Climat du Centre-Val de Loire et Climat de Loir-et-Cher.
En 2010, le climat de la commune est de type climat océanique dégradé des plaines du Centre et du Nord, selon une étude du CNRS s'appuyant sur une série de données couvrant la période 1971-2000. En 2020, Météo-France publie une typologie des climats de la France métropolitaine dans laquelle la commune est exposée à un climat océanique altéré et est dans la région climatique Moyenne vallée de la Loire, caractérisée par une bonne insolation (1 850 h/an) et un été peu pluvieux.
Pour la période 1971-2000, la température annuelle moyenne est de 11 °C, avec une amplitude thermique annuelle de 14,8 °C. Le cumul annuel moyen de précipitations est de 645 mm, avec 10,9 jours de précipitations en janvier et 7,5 jours en juillet. Pour la période 1991-2020, la température moyenne annuelle observée sur la station météorologique de Météo-France la plus proche, sur la commune de Saint-Léonard-en-Beauce à 12 km à vol d'oiseau, est de 11,9 °C et le cumul annuel moyen de précipitations est de 642,2 mm,. Pour l'avenir, les paramètres climatiques de la commune estimés pour 2050 selon différents scénarios d'émission de gaz à effet de serre sont consultables sur un site dédié publié par Météo-France en novembre 2022.

### Milieux naturels et biodiversité

#### Zones naturelles d'intérêt écologique, faunistique et floristique
L'inventaire des zones naturelles d'intérêt écologique, faunistique et floristique (ZNIEFF) a pour objectif de réaliser une couverture des zones les plus intéressantes sur le plan écologique, essentiellement dans la perspective d'améliorer la connaissance du patrimoine naturel national et de fournir aux différents décideurs un outil d'aide à la prise en compte de l'environnement dans l'aménagement du territoire. Le territoire communal de Villermain comprend une ZNIEFF : 
la « Forêt de Marchenoir » (5 070,57 ha).

## Urbanisme

### Typologie
Au 1er janvier 2024, Villermain est catégorisée commune rurale à habitat dispersé, selon la nouvelle grille communale de densité à sept niveaux définie par l'Insee en 2022.
Elle est située hors unité urbaine. Par ailleurs la commune fait partie de l'aire d'attraction d'Orléans, dont elle est une commune de la couronne,. Cette aire, qui regroupe 136 communes, est catégorisée dans les aires de 200 000 à moins de 700 000 habitants,.

### Voies de communication et transports
La commune est traversée dans le sens nord-ouest/sud-est par la D 925 qui relie Châteaudun et Beaugency. La D 25 d'Ouzouer-le-Marché à Josnes et Mer traverse le village.
La sortie no 15 de l'autoroute A10 est à 13 km près de Beaugency.
L'aéroport de Tours-Val de Loire est à 77 km, l'aéroport Le Mans-Arnage à 100 km, l'aéroport de Toussus-le-Noble à 108 km, l'aéroport de Bourges à 110 km et l'aéroport de Châteauroux-Centre à 112 km.

### Occupation des sols
L'occupation des sols est marquée par l'importance des espaces agricoles et naturels (96,8 %). La répartition détaillée ressortant de la base de données européenne d'occupation biophysique des sols Corine Land Cover millésimée 2012 est la suivante : 
terres arables (11,6 %), 
cultures permanentes (0,6 %), 
zones agricoles hétérogènes (15,4 %), 
prairies (3,5 %), 
forêts (65,2 %), 
milieux à végétation arbustive ou herbacée (0,7 %), 
zones urbanisées (1 %), 
espaces verts artificialisés non agricoles (0,5 %), 
zones industrielles et commerciales et réseaux de communication (1,7 %), 
eaux continentales (0,5 %).

### Planification
En matière de planification, la commune disposait en 2017 d'une carte communale approuvée.

### Habitat et logement
Le tableau ci-dessous présente la typologie des logements à Villermain en 2016 en comparaison avec celle du Loir-et-Cher et de la France entière. Une caractéristique marquante du parc de logements est ainsi une proportion de résidences secondaires et logements occasionnels (13,4 %) inférieure à celle du département (18 %) mais supérieure à celle de la France entière (9,6 %). Concernant le statut d'occupation de ces logements, 90,1 % des habitants de la commune sont propriétaires de leur logement (87,9 % en 2011), contre 68,1 % pour le Loir-et-Cher et 57,6 pour la France entière.
|                                                         | Villermain | Loir-et-Cher | France entière |
| ------------------------------------------------------- | ---------- | ------------ | -------------- |
| Résidences principales (en %)                           | 83,8       | 74,5         | 82,3           |
| Résidences secondaires et logements occasionnels (en %) | 13,4       | 18           | 9,6            |
| Logements vacants (en %)                                | 2,8        | 7,5          | 8,1            |

### Risques majeurs
Le territoire communal de Villermain est vulnérable à différents aléas naturels : ), climatiques (hiver exceptionnel ou canicule), mouvements de terrains ou sismique (sismicité très faible).
Il est également exposé à un risque technologique : le risque nucléaire,.

#### Risques naturels
Les mouvements de terrains susceptibles de se produire sur la commune sont liés au retrait-gonflement des argiles. Le phénomène de retrait-gonflement des argiles est la conséquence d'un changement d'humidité des sols argileux. Les argiles sont capables de fixer l'eau disponible mais aussi de la perdre en se rétractant en cas de sécheresse. Ce phénomène peut provoquer des dégâts très importants sur les constructions (fissures, déformations des ouvertures) pouvant rendre inhabitables certains locaux. La carte de zonage de cet aléa peut être consultée sur le site de l'observatoire national des risques naturels Georisques.

#### Risques technologiques
La totalité du territoire de la commune peut être concernée par le risque nucléaire. En cas d'accident grave, certaines installations nucléaires sont susceptibles de rejeter dans l'atmosphère de l'iode radioactif. Or, la commune se situe partiellement à l'intérieur du périmètre de 20 km du Plan particulier d'intervention de la centrale nucléaire de Saint-Laurent-des-Eaux. À ce titre, les habitants de la commune, comme tous ceux résidant dans le périmètre proche de 20 km de la centrale, ont bénéficié, à titre préventif, d'une distribution de comprimés d'iode stable dont l'ingestion avant rejet radioactif permet de pallier les effets sur la thyroïde d'une exposition à de l'iode radioactif. En cas d'incident ou d'accident nucléaire, des consignes de confinement ou d'évacuation peuvent être données et les habitants peuvent être amenés à ingérer, sur ordre du préfet, les comprimés en leur possession,.

## Histoire

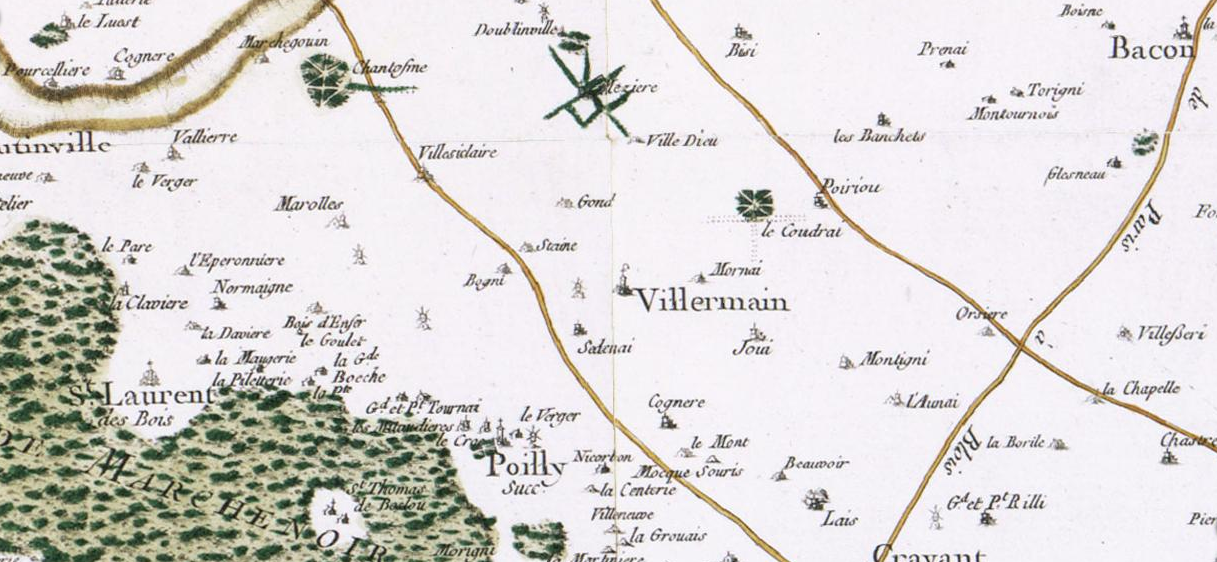
Carte de cassini du village.

L'église Saint-Mesmin est mentionnée sous ce même nom en 836 dans un document de Louis le Débonnaire. À l'époque elle appartient à l'abbaye de Micy à Orléans. Les chanoines réguliers de Beaugency récupèrent l'église au XIIe siècle et y installent un prieuré-cure.
Il existait une église Saint-Pierre à Poisly, citée depuis 1139. Elle a été détruite au XIXe siècle.
Fin XVIIe siècle, Louis de Heére est seigneur de Villermain et de l'Hespere. Il est reconnu noble le 26 octobre 1693. Marié le 11 juin 1679 à Agnès de Villedonné, fille de Jean de Villedonné, seigneur de Montégu, et de Jeanne Picault, ils ont un enfant : François-de-Paule de Heére, seigneur de Villermain, de l'Hespere et du Coudray.
Au cours de la Révolution française, la commune porta provisoirement le nom de Bonnemain.
Début XXe siècle, de l'argile bleue est extraite au lieu-dit la Croix de Sédenay pour approvisionner l'usine de céramique d'Alexandre Bigot à Aulnay près de Mer.
Entre le 29 janvier et le 8 février 1939, plus de 3 100 réfugiés espagnols fuyant l'effondrement de la république espagnole devant Franco, arrivent dans le Loir-et-Cher. Devant l'insuffisance des structures d'accueil (les haras de Selles-sur-Cher sont notamment utilisés), 47 villages sont mis à contribution, dont Villermain. Les réfugiés, essentiellement des femmes et des enfants, sont soumis à une quarantaine stricte, vaccinés, le courrier est limité, le ravitaillement, s'il est peu varié et cuisiné à la française, est cependant assuré. Au printemps et à l'été, les réfugiés sont regroupés à Bois-Brûlé (commune de Boisseau).

## Politique et administration

### Découpage territorial
La commune de Villermain est membre de la Communauté de communes des Terres du Val de Loire, un établissement public de coopération intercommunale (EPCI) à fiscalité propre créé le 1er janvier 2017.
Elle est rattachée sur le plan administratif à l'arrondissement de Blois, au département de Loir-et-Cher et à la région Centre-Val de Loire, en tant que circonscriptions administratives. Sur le plan électoral, elle est rattachée au canton de la Beauce depuis 2015 pour l'élection des conseillers départementaux et à la troisième circonscription de Loir-et-Cher pour les élections législatives.

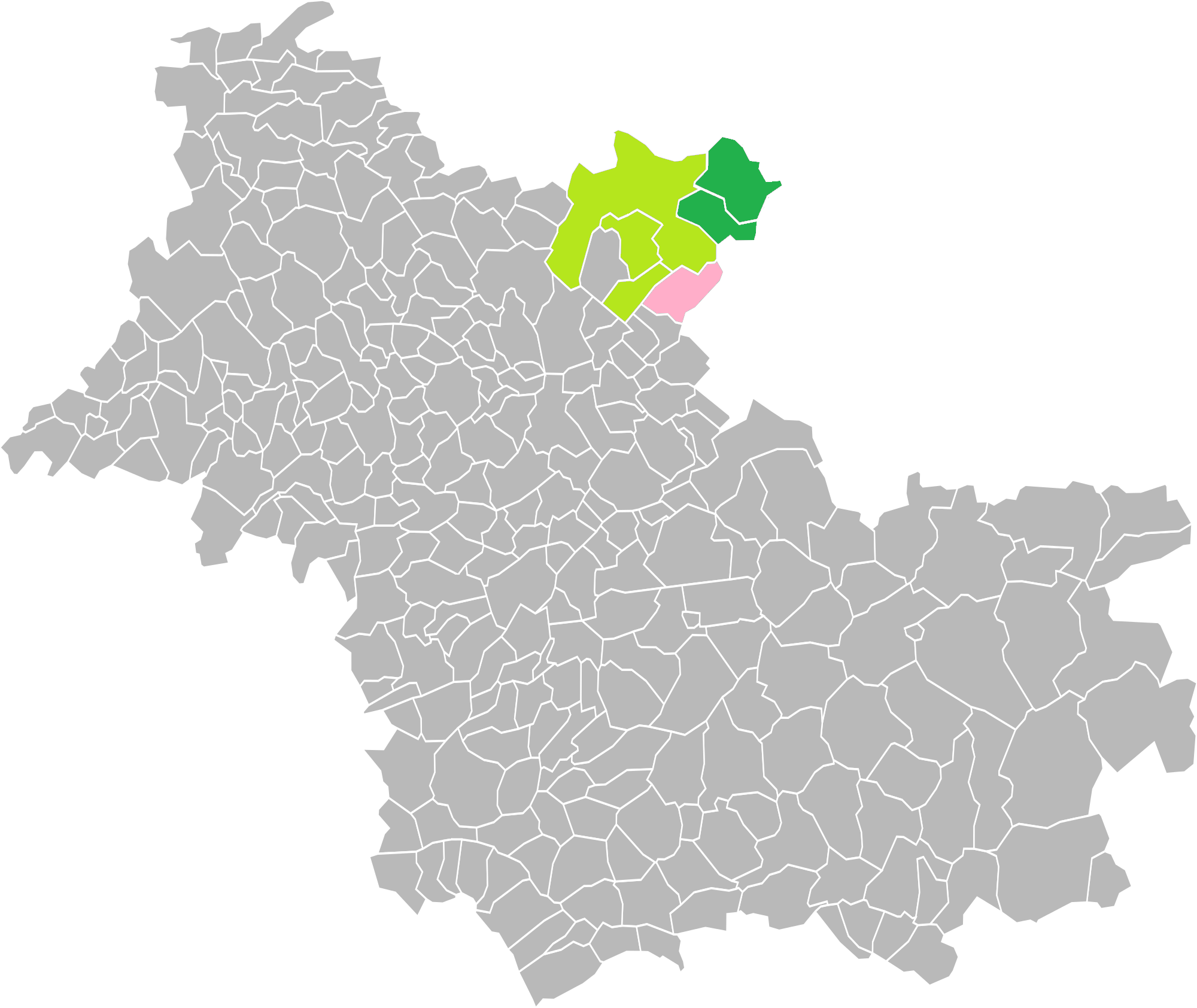
Villermain dans l'intercommunalité en 2016.
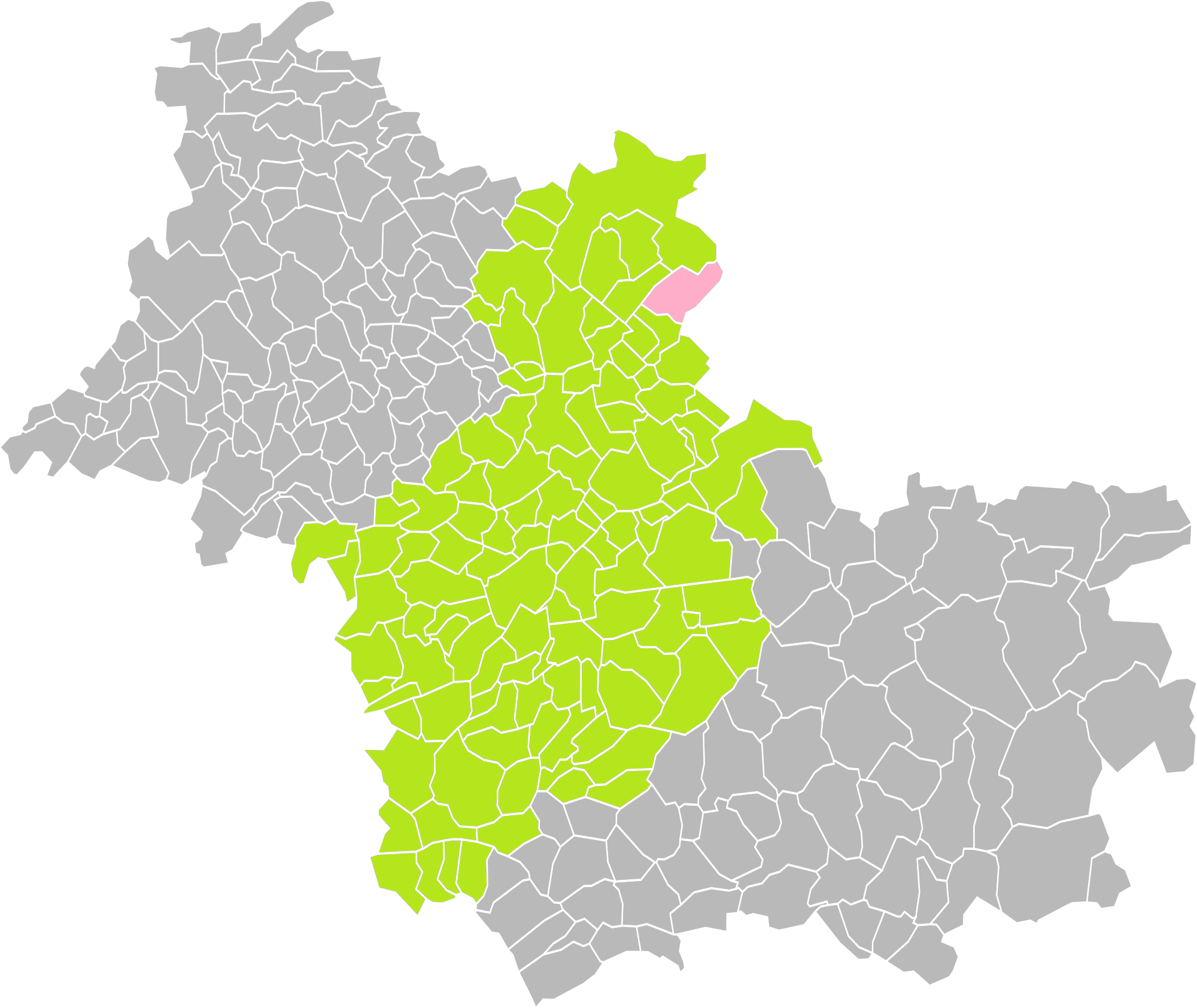
Villermain dans l'arrondissement de Blois en 2016.
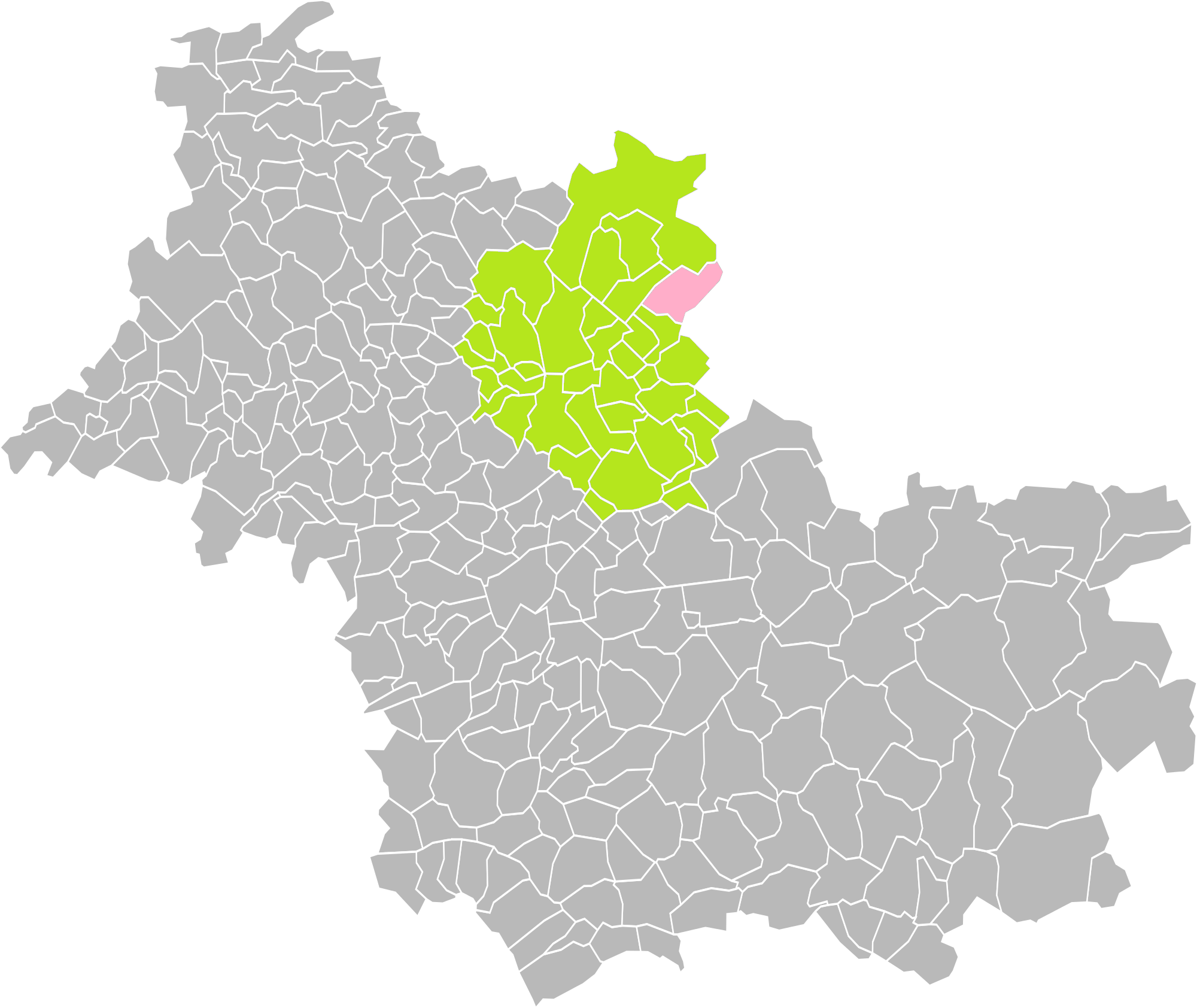
Villermain dans le canton de la Beauce en 2016.

### Politique et administration municipale

#### Conseil municipal et maire
Le conseil municipal de Villermain, commune de moins de 1 000 habitants, est élu au scrutin majoritaire plurinominal avec listes ouvertes et panachage. Compte tenu de la population communale, le nombre de sièges au conseil municipal est de 11. Le maire, à la fois agent de l'État et exécutif de la commune en tant que collectivité territoriale, est élu par le conseil municipal au scrutin secret lors de la première réunion du conseil suivant les élections municipales, pour un mandat de six ans, c'est-à-dire pour la durée du mandat du conseil.
| Période           | Période          | Identité                       | Étiquette | Qualité     |
| ----------------- | ---------------- | ------------------------------ | --------- | ----------- |
| 1795              | 1804             | François Gilbert               |           |             |
| ?                 | 1806             | François Péan                  |           |             |
| 1806              | ?                | Noël Coutancau                 |           |             |
| 1845              | 1848             | Dominique Gilbert              |           |             |
| 1850              | ?                | Désiré Poullin                 |           |             |
| 1881              | ?                | Louis Basile Gilbert           |           |             |
| 10 septembre 1893 | 10 décembre 1919 | Clovis Billard                 |           | Cultivateur |
| 1959              | 1971             | Lucien Breton                  |           |             |
| mars 1794         | 1804             | François Gilbert               |           | Cultivateur |
| 1875              | ?                | Pierre Prosper Damien Marmasse |           |             |
| mars 1971         | 2014             | Gérard Plessis                 | DVD       |             |
| mars 2014         | 2020             | Alain Brunner                  |           |             |
| 2020              | En cours         | Arnold Neuhaus                 |           |             |

## Population et société

### Démographie

#### Évolution démographique
L'évolution du nombre d'habitants est connue à travers les recensements de la population effectués dans la commune depuis 1793. Pour les communes de moins de 10 000 habitants, une enquête de recensement portant sur toute la population est réalisée tous les cinq ans, les populations de référence des années intermédiaires étant quant à elles estimées par interpolation ou extrapolation. Pour la commune, le premier recensement exhaustif entrant dans le cadre du nouveau dispositif a été réalisé en 2005.

En 2022, la commune comptait 388 habitants, en évolution de −1,77 % par rapport à 2016 (Loir-et-Cher : −1,15 %, France hors Mayotte : +2,11 %).
| 1793 | 1800 | 1806 | 1821 | 1831 | 1836 | 1841 | 1846 | 1851 |
| ---- | ---- | ---- | ---- | ---- | ---- | ---- | ---- | ---- |
| 560  | 566  | 570  | 648  | 661  | 726  | 739  | 716  | 719  |

| 1856 | 1861 | 1866 | 1872 | 1876 | 1881 | 1886 | 1891 | 1896 |
| ---- | ---- | ---- | ---- | ---- | ---- | ---- | ---- | ---- |
| 771  | 773  | 716  | 753  | 752  | 778  | 758  | 742  | 691  |

| 1901 | 1906 | 1911 | 1921 | 1926 | 1931 | 1936 | 1946 | 1954 |
| ---- | ---- | ---- | ---- | ---- | ---- | ---- | ---- | ---- |
| 658  | 652  | 642  | 613  | 609  | 540  | 523  | 471  | 420  |

| 1962 | 1968 | 1975 | 1982 | 1990 | 1999 | 2005 | 2006 | 2010 |
| ---- | ---- | ---- | ---- | ---- | ---- | ---- | ---- | ---- |
| 390  | 367  | 326  | 275  | 250  | 285  | 304  | 304  | 350  |

| 2015 | 2020 | 2022 | - | - | - | - | - | - |
| ---- | ---- | ---- | - | - | - | - | - | - |
| 389  | 388  | 388  | - | - | - | - | - | - |

#### Pyramide des âges
La population de la commune est relativement jeune.
En 2018, le taux de personnes d'un âge inférieur à 30 ans s'élève à 37,1 %, soit au-dessus de la moyenne départementale (31,3 %). À l'inverse, le taux de personnes d'âge supérieur à 60 ans est de 17,6 % la même année, alors qu'il est de 31,6 % au niveau départemental.
En 2018, la commune comptait 193 hommes pour 202 femmes, soit un taux de 51,14 % de femmes, légèrement inférieur au taux départemental (51,45 %).
Les pyramides des âges de la commune et du département s'établissent comme suit.
| Hommes | Classe d’âge | Femmes |
| ------ | ------------ | ------ |
| 0,5    | 90 ou +      | 0,5    |
| 5,8    | 75-89 ans    | 4,5    |
| 11,6   | 60-74 ans    | 12,1   |
| 22,6   | 45-59 ans    | 20,7   |
| 25,8   | 30-44 ans    | 21,7   |
| 12,1   | 15-29 ans    | 14,1   |
| 21,6   | 0-14 ans     | 26,3   |

| Hommes | Classe d’âge | Femmes |
| ------ | ------------ | ------ |
| 1,1    | 90 ou +      | 2,6    |
| 9,2    | 75-89 ans    | 11,9   |
| 19,7   | 60-74 ans    | 20,4   |
| 20,7   | 45-59 ans    | 20     |
| 16,5   | 30-44 ans    | 16,2   |
| 15,2   | 15-29 ans    | 13,2   |
| 17,6   | 0-14 ans     | 15,7   |

## Équipements et services

### Éducation
La commune de Villermain dépend de l'académie d'Orléans-Tours, mais l'école primaire de la commune dépend de l'Inspection académique du Loir-et-Cher. Les collèges les plus proches sont le collège René Cassin à Beauce-la-Romaine, le collège Robert Goupil à Beaugency et le collège privé Maîtrise Notre-Dame également à Beaugency. Les lycées les plus proches sont le lycée François Villon à Beaugency, le lycée professionnel privé de l'Abbaye aussi à Beaugency, et le lycée Maurice Genevoix à Ingré.
Pour le calendrier des vacances scolaires, Villermain est en zone B.

## Économie et services
Villermain fait partie des régions de production de deux IGP : « volailles de l'Orléanais » et « vin du Val de Loire » (blanc, rosé et rouge).
Le médecin le plus proche est à Beauce-la-Romaine.

## Culture et patrimoine

### Lieux et monuments
- Église Saint-Mesmin : Formée d'une nef rectangulaire ouvrant sur un chœur carré plus étroit achevé par une abside hémi-circulaire, l'église adopte le plan typique de l'église rurale du XIIe siècle. Les baies de l'abside ont été maçonnées au XVIIIe siècle lors de l'établissement du retable, qui subsiste et est classé MH[53]. La nef est couverte d'un lambris surbaissé et le chœur de voûtes du XIXe siècle. Le clocheton est du XIXe siècle.

Le clocher porte deux cloches anciennes. L'une, faite par Bonneval, date de 1570 et porte l'inscription : 

« BONNEVAL M'A FAICTE »

. Elle se trouvait originellement à l'ancienne église de Poisly. L'autre, faite par Humbert Lacove, date de 1627 et porte l'inscription 

« IHS AM IAY ESTE FAICTE POVR SERVIR A LESGLISE MONSEVR ST MESMAIN DE VILLERMAIN E ESTOI POVR LORS F I GOVIN PRIEVR E MES IEHAN MESTIVIER PBRE VICAIRE EN CHF E HILLAIRE CALLARD FILS DILLAIRE PARAIN MA MARAINNE DAMOYSELLE GENEVIEF LE BERGER VEVFVE FEV IEHAN LE NORMANT ESCVYER SIEVR DE MONCY GRAND RAPPORTEVR DE FRANCE BLAISE MAIGRET GAIGER 1627 »

. Les fonts baptismaux, classés MH au titre d'objet, datent du XVIe siècle. Le confessionnal et la chaire, provenant tous deux de Poisly, sont du XVIIe siècle.
Le val de Loire entre Sully-sur-Loire et Chalonnes est listé Patrimoine mondial de l'UNESCO.